# نیل ویلی
نیل ویلی (به انگلیسی: Neil Willey) (زادهٔ ۱۱ سپتامبر ۱۹۷۶) شناگر اهل بریتانیا است.